# Акт о судопроизводстве на английском языке
Акт о судопроизводстве на английском языке (англ. The Pleading in English Act) — акт английского парламента об обязательном использовании английского языка в государственных судах, принят в 1362 году.
До Столетней войны основным языком верхушки английского общества оставался французский, на нём же велись заседания английского парламента и дела в судах. В то же время простые англичане не владели французским в достаточной степени и часто не имели представления о том, в чём их обвиняют на суде и какие задают вопросы.
Акт законодательно обязывал подавать жалобы и вести все дела в королевстве на английском языке.
Хотя этот акт ускорил процессы англизации в стране (уже в следующем году работа английского парламента впервые была открыта речью канцлера на общеанглийском языке) все же не стоит его переоценивать — французский активно использовался в парламенте как минимум до 1423 года. Да и сам Акт был написан на французском языке.